# قره‌موسی‌لی
قره‌موسی‌لی (به لاتین: Qaramusalı) یک منطقه مسکونی در جمهوری آذربایجان است که در شهرستان گران‌بوی واقع شده است. قره‌موسی‌لی ۱۲۰۰ نفر جمعیت دارد.